# کپور جنوبگان
کپور جنوبگان (نام علمی: Pleuragramma antarcticum) گونه‌ای ماهی از تیره روغن‌ماهیان یخی است که در قطب جنوب یافت می‌شود. این ماهی به سرمای شدید آب‌های این قاره خو گرفته‌است. پنگوئن امپراتور از جمله شکارچیان عمده این ماهی است.
با طول بدنی برابر ۱۵ سانتی‌متر، کپور جنوبگان رنگی صورتی با ته‌رنگ نقره‌ای دارد. این ماهی اما تنها پس از مرگ است که رنگ بدنش به صورت کامل نقره‌ای می‌شود.